# Oligomyrmex menozzii
Oligomyrmex menozzii är en myrart som beskrevs av George Ettershank 1966. Oligomyrmex menozzii ingår i släktet Oligomyrmex och familjen myror. Inga underarter finns listade i Catalogue of Life.